# 光柄绣球
光柄绣球（学名：Hydrangea glabripes）为绣球花科绣球属下的一个种。

## 扩展阅读
- 維基物種上的相關：光柄绣球